# Municipio de Webster (condado de Polk)
El municipio de Webster (en inglés: Webster Township) es un municipio ubicado en el condado de Polk en el estado estadounidense de Iowa. En el año 2010 tenía una población de 54365 habitantes y una densidad poblacional de 650,62 personas por km².

## Geografía
El municipio de Webster se encuentra ubicado en las coordenadas 41°39′18″N 93°44′51″O / 41.65500, -93.74750. Según la Oficina del Censo de los Estados Unidos, el municipio tiene una superficie total de 83.56 km², de la cual 82.88 km² corresponden a tierra firme y (0.81%) 0.67 km² es agua.

## Demografía
Según el censo de 2010, había 54365 personas residiendo en el municipio de Webster. La densidad de población era de 650,62 hab./km². De los 54365 habitantes, el municipio de Webster estaba compuesto por el 89.89% blancos, el 3.43% eran afroamericanos, el 0.1% eran amerindios, el 3.65% eran asiáticos, el 0.02% eran isleños del Pacífico, el 1.16% eran de otras razas y el 1.74% pertenecían a dos o más razas. Del total de la población el 3.26% eran hispanos o latinos de cualquier raza.